# Ващеня Іван Петрович
Іва́н Петро́вич Ваще́ня (1975—2014) — солдат Збройних сил України учасник російсько-української війни.

## Життєпис
Народився 1975 року в селі Туричани (Волинська область); виростав з чотирма братами. Закінчив школу та Рожищенський коледж. Створив сім'ю, з дружиною ростив дітей.
Мобілізований, механік-водій танку 51-ї механізованої бригади.
17 червня 2014 року на околиці Станиці Луганської танк Т-64Б 51-ї бригади потрапив у оточення терористів. Снайпери противника порозбивали приціли і перископи, машина опинилася в безпорадному стані, стріляти було можливо тільки навмання. Перед тим, як розбили прилади командира танку, він встиг помітити гранатометників, що ховались неподалік. Екіпаж встиг зробити постріли у бік ворога, але не влучив. Щоб не віддати бойову машину в руки сепаратистам та не здаватися у полон, екіпаж вирішив підірвати танк. Разом із Іваном Ващенею загинув командир танку Крохмаль Володимир Антонович.
Похований Іван Ващеня у рідному селі Туричани.

## Родина
Вдома у Івана Ващені залишилися вдова Людмила Іванівна та дочка Христина і син Максим — 2000 та 2003 року народження. У Тельчі — мама Ольга Вашеня.

## Нагороди та вшанування
- 26 липня 2014 року — за особисту мужність і героїзм, виявлені у захисті державного суверенітету та територіальної цілісності України, вірність військовій присязі під час російсько-української війни, відзначений — нагороджений орденом «За мужність» III ступеня (посмертно).
- 11 березня 2016 року на будівлі Рожищенського коледжу Львівського національного університету ветеринарної медицини та біотехнологій ім. С. З. Гжицького відкрито та освячено меморіальну дошку Івану Ващені та В'ячеславу Іонову
- центральна вулиця села Тельчі, де він навчався, перейменована у вулицю Івана Вашені.